# Julio Ávila
Julio Enrique Ávila fue un futbolista argentino nacido en Deán Funes de Córdoba el 27 de diciembre de 1927 y fallecido el 16 de abril de 2023.

## Carrera
Julio Ávila, empezó su carrera a los 15 años en Moreno de Lehmann, luego pasó a Unión de Santa Fe donde jugó 2 años y metió muchos goles, el 2 de noviembre de 1949 en un partido frente a Quilmes, la AFA le jugó una mala pasada y fue suspendido por 5 años para no poder jugar en Argentina por supuestamente golpear al árbitro Aguirre del encuentro frente al cervecero, Ávila no fue el único suspendido también varios de sus compañeros, después de la suspensión fue transferido a Deportes Caldas donde fue campeón e hizo varios goles, fue una pieza fundamental en Deportes Caldas tanto así que fue transferido a Millonarios donde jugó al lado de Alfredo Di Stéfano, después de su paso por Millonarios donde fue partícipe de varias giras decidió volver a Unión de Santa Fe ya habiendo terminado la sanción, en su vuelta a Unión se convirtió en el máximo goleador de la historia del club más tarde sería superado por varios jugadores pero aún se mantiene dentro de los 5 máximos goleadores de la historia del club, mientras estaba en Unión fue convocado a jugar a la Selección Argentina, finalmente se retiró en 1956, después de su retiro fue técnico de ambos clubes satafesinos tanto como Unión y Colón. En su carrera hizo 58 goles en 92 partidos.

## Clubes
| Club                   | País      | Año     |
| ---------------------- | --------- | ------- |
| Club Moreno de Lehmann | Argentina | 1942-47 |
| Unión (Santa Fe)       | Argentina | 1947-49 |
| Deportes Caldas        | Colombia  | 1950-51 |
| Millonarios            | Colombia  | 1952-54 |
| Unión (Santa Fe)       | Argentina | 1955-57 |
| Colón (Santa Fe)       | Argentina | 1958    |

## Palmarés

### Campeonato Nacionales
| Torneo                              | Club              | Sede     | Año     |
| ----------------------------------- | ----------------- | -------- | ------- |
| Liga Rafaelina de Fútbol Zona Norte | Moreno de Lehmann | Santa Fe | 1944    |
| Campeonato Colombiano               | Deportes Caldas   | Colombia | 1950    |
| Campeonato Colombiano               | Millonarios       | Colombia | 1952    |
| Copa Colombia                       | Millonarios       | Colombia | 1952-53 |
| Campeonato Colombiano               | Millonarios       | Colombia | 1953    |

### Campeonatos internacionales
| Torneo                           | Club        | Sede      | Año  |
| -------------------------------- | ----------- | --------- | ---- |
| Pequeña Copa del Mundo de Clubes | Millonarios | Venezuela | 1953 |

### Copas internacionales amistosoas
| Torneo                                      | Club        | Sede     | Año  |
| ------------------------------------------- | ----------- | -------- | ---- |
| Copa Ciudad de Bógota                       | Millonarios | Colombia | 1952 |
| Trofeo de la Cancillería de España          | Millonarios | España   | 1952 |
| Bodas de Oro del Real Madrid Club de Fútbol | Millonarios | España   | 1952 |